# Fedrick Dacres
Fedrick Andray Dacres (Kingston, 28 de febrero de 1994) es un deportista jamaicano que compite en atletismo, especialista en la prueba de lanzamiento de disco.
Ganó una medalla de plata en el Campeonato Mundial de Atletismo de 2019 y tres medallas en los Juegos Panamericanos entre los años 2015 y 2023.

## Palmarés internacional
| Campeonato Mundial   | Campeonato Mundial | Campeonato Mundial | Campeonato Mundial |
| Año                  | Lugar              | Medalla            | Prueba             |
| -------------------- | ------------------ | ------------------ | ------------------ |
| 2019                 | Doha (Catar)       | Medalla de plata   | Disco              |
| Juegos Panamericanos |                    |                    |                    |
| Año                  | Lugar              | Medalla            | Prueba             |
| 2015                 | Toronto (Canadá)   | Medalla de oro     | Disco              |
| 2019                 | Lima (Perú)        | Medalla de oro     | Disco              |
| 2023                 | Santiago (Chile)   | Medalla de bronce  | Disco              |